# إيمان المازري
إيمان المازري جلال الدين القناوي أو سكره (21 يناير 1981-)، هي كاتبة سودانية من مواليد أم درمان.

## السيرة الشخصية
نشأت في مدينة أم درمان بالسودان، وحصلت على الثانوية من مدرسة أحمد بشير العبادي إلى أم درمان الثانوية بنات بحي الملازمين، ثم درست في كلية علوم المختبرات الطبية بجامعة العلوم والتقانة. حصلت على شهادة بكالوريوس مختبرات طبية، ثم حصلت على دبلوم عالي مختبرات طبية من جامعة الزعيم الأزهري. عملت كمساعد تدريس في جامعة أم درمان الإسلامية بالشقلة بالفتيحاب. عملت في عدد صحف منها: ألوان، والمشهد الآن، وعالم النجوم، والأهرام اليوم، والتيار.

## المؤلفات
- صدفة مؤجلة، أوراق للنشر والتوزيع، القاهرة، 2016.[2]

- عمران، مركز عبد الكريم ميرغني الثقافي، أم درمان، 163 صفحة، (ردمك 9789994256860، وردمك 9994256866)، 2017.[3]

- حياة، أوراق للنشر والتوزيع، القاهرة، 163 صفحة، (ردمك 9789777691628، وردمك 9777691629)، 2016.[4]
- هويتي الأخرى، رفيقي للطباعة والنشر، جوبا، 202 صفحة، (ردمك 9789776597174، وردمك 9776597173)، 2018.[5][6]

## الجوائز
- فازت بجائزة جائزة الطيب صالح للإبداع الروائي التي ينظمها مركز عبد الكريم ميرغني الثقافي لعام 2015 عن رواية «عمران».[7]